# Martin Papke

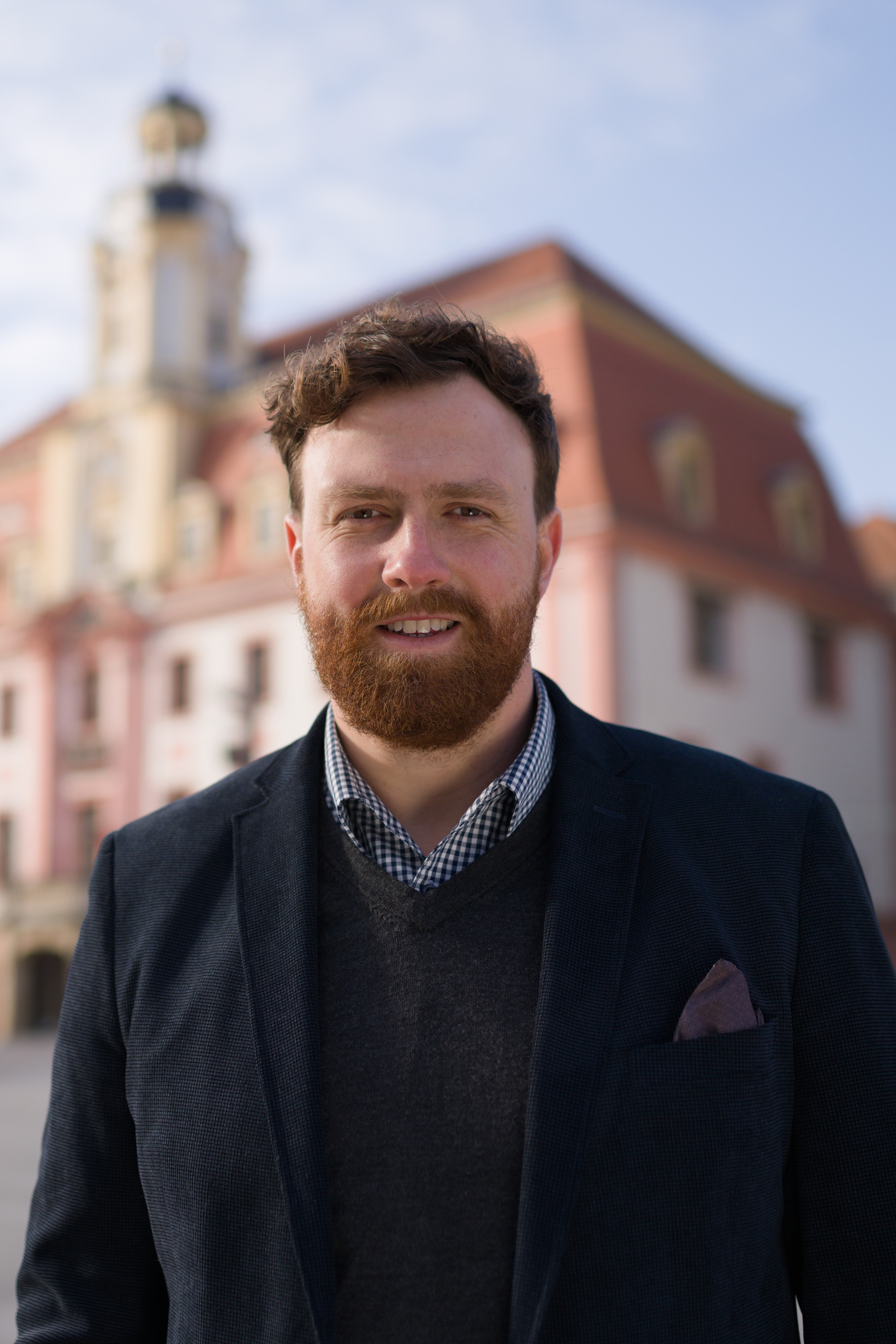
Martin Papke (2022)

Martin Papke (* 7. Februar 1989 in Zerbst) ist deutscher Politiker (CDU). Er wurde am 24. April 2022 zum Oberbürgermeister der Stadt Weißenfels gewählt. Er ist seit dem 1. August 2022 im Amt.

## Leben
Papke lebte einige Jahre als Jugendlicher mit seinem Vater, der als Entwicklungshelfer dort arbeitete, mit den Armen in den Slums von Cebu City (Philippinen). Nach seiner Rückkehr im Jahr 2004 besuchte er in Wernigerode die Sekundarschule Burgbreite und anschließend die berufsbildende Schule „Geschwister Scholl“ in Halberstadt.
Nach dem Fachabitur 2008 studierte Papke Architektur an der Hochschule Anhalt in Dessau und anschließend am Fachbereich Theologie Religionspädagogik an der Katholischen Hochschule in Paderborn. Nach seinem Referendariat in Magdeburg arbeitete Papke als Gemeindereferent und Leiter der JugendCityPastoral in Weißenfels (Bistum Magdeburg).
2017 studierte er berufsbegleitend den Master in Caritaswissenschaften und werteorientierten Management an der Universität in Passau. 2019 schloss er das Studium mit dem Master of Arts (M.A.) ab. Seit 2019 promoviert Papke am Lehrstuhl für Dogmatik und Fundamentaltheologie im Fach Caritaswissenschaften bei Hermann Stinglhammer. Das Thema seiner Doktorarbeit lautet: „Der ganz Andere – eine pastoraltheologische Reflexion der Subjektionswerdung. Eine Untersuchung der Begegnungen in der JugendCityPastoral in Weißenfels.“
Papke ist katholisch, verheiratet und Vater von zwei Kindern.

## Partei und Stadtratsmandat
Papke ist Mitglied der CDU und Mitgliederbeauftragter im CDU-Ortsvorstand von Weißenfels. In der Kommunalwahl am 26. Mai 2019 errang Papke einen Sitz im Stadtrat von Weißenfels und sitzt seitdem für die Fraktion CDU/FDP/BfG in ebendiesen. Er ist stellvertretender Fraktionsvorsitzender. Papke ist Leiter der Arbeitsgemeinschaft Rad der Stadt Weißenfels. Er setzte sich politisch in den vergangenen Jahren unter anderem für die Entwicklung eines Quartiermanagements in der Weißenfelser Neustadt ein. Dessen Umsetzung wurde vom Stadtrat von Weißenfels am 3. November 2020 beschlossen (Beschluss-Nr. SR162-14/2020). Gleichsam trug Papke den Antrag zur Bewerbung der Landesgartenschau Sachsen-Anhalts ein.

## Mitgliedschaften
- Bonifatiuswerk der deutschen Katholiken
- Lions Club Weißenfels[11]
- St. Liborius Fraternität Les Mans/Paderborn